# Aptio
Aptio是美商安邁科技基于UEFI规范的下一代BIOS固件，将被应用于未来固件可移植性和可扩展性的发展。伴随电子工艺的提升，Aptio将可以在基于各种驱动程序、开发工具以及預啟動应用程序（Pre-Boot Application）等的开发进行扩展。